# V zajetí chuti
V zajetí chuti (v originále Une affaire de goût) je francouzský hraný film z roku 2000, který režíroval Bernard Rapp podle románu Goûter n'est pas joué Philippa Ballanda. Snímek měl světovou premiéru 26. dubna 2000.

## Děj
Frédéric Delamont je bohatý průmyslník trpící fóbiemi. Když se jednou seznámí s číšníkem v restauraci Nicolasem Rivièrem, Delamont mu nabídne, aby mu dělal jeho soukromého ochutnávače. Tento neobvyklý profesionální vztah se rychle přenese do hry, která je pro oba muže mnohem nebezpečnější.

## Obsazení
| Bernard Giraudeau    | Frédéric Delamont       |
| Jean-Pierre Lorit    | Nicolas Rivière         |
| Florence Thomassin   | Béatrice                |
| Charles Berling      | René Rousset            |
| Jean-Pierre Léaud    | úředník                 |
| Artus de Penguern    | Flavert                 |
| Laurent Spielvogel   | doktor Rossignon        |
| Elisabeth Macocco    | Caroline                |
| Anne-Marie Philipe   | doktorka Ferrières      |
| Delphine Zingg       | Nathalie                |
| David D'Ingeo        | Marco                   |
| Frédéric De Goldfiem | Félix                   |
| Patrick Zimmermann   | Frédéricův řidič        |
| Claude Lesko         | Frédéricův šéf ochranky |
| Vincent Tepernowski  | druhý ochutnávač        |

## Ocenění
- Festival v Cognacu: Grand Prix, Cena kritiků a Cena za objev
- Mezinárodní filmový festival Karlovy Vary: zvláštní ocenění, nominace na Křišťálový globus
- Festival Agrigento: Éphébe d’or, ocenění nejlepšího „literárního“ filmu světové produkce
- César: nominace v kategoriích nejlepší film, nejlepší herec (Bernard Giraudeau), nejlepší herečka ve vedlejší roli (Florence Thomassin), nejslibnější herec (Jean-Pierre Lorit), nejlepší scénář nebo adaptace (Bernard Rapp a Gilles Taurand)